# Кобеляки (станція)
Кобеля́ки — проміжна залізнична станція 4-го класу Полтавської дирекції Південної залізниці на лінії Полтава-Південна — Кременчук між станціями Ліщинівка (14 км) та Ганнівка (16 км). Розташована у селі Бутенки Полтавського району Полтавської області. Поруч зі станцією пролягає автошлях національного значення Н31 Дніпро — Решетилівка.

## Історія
Станція відкрита 1870 року під час прокладання Харківсько-Миколаївської залізниці. Отримала свою назву від міста Кобеляки, яке розташоване за 12 км від станції.  
Проте станція знаходиться у селі Бутенки Полтавського району, яке засноване у 1880-х роках, поблизу розробки глинистого мергелю, який використовувався на бут (будівельний камінь). Звідси і пішла назва села. Відкриття станції сприяло швидкому розвитку села, розширенню торгівлі.
Станом на 1900 рік станцію очолювали:
- начальник — колезький реєстратор Федір Тимофійович Михайловський;
- помічники начальника — селянин Михайло Іванович Іванов та потомствений почесний громадянин Петро Григорович Должанський.

За даними 1902 року відвантаження зі станції становило 1250 тис. пудів й майже повністю складалося з пшениці, а надходження — 500 тис. пудів.
У 1904 році на станції перебував імператор російської імперії Микола II.
24 серпня 2001 року вокзал був реконструйований до 10-ї річниці Незалежності України.

## Пасажирське сполучення

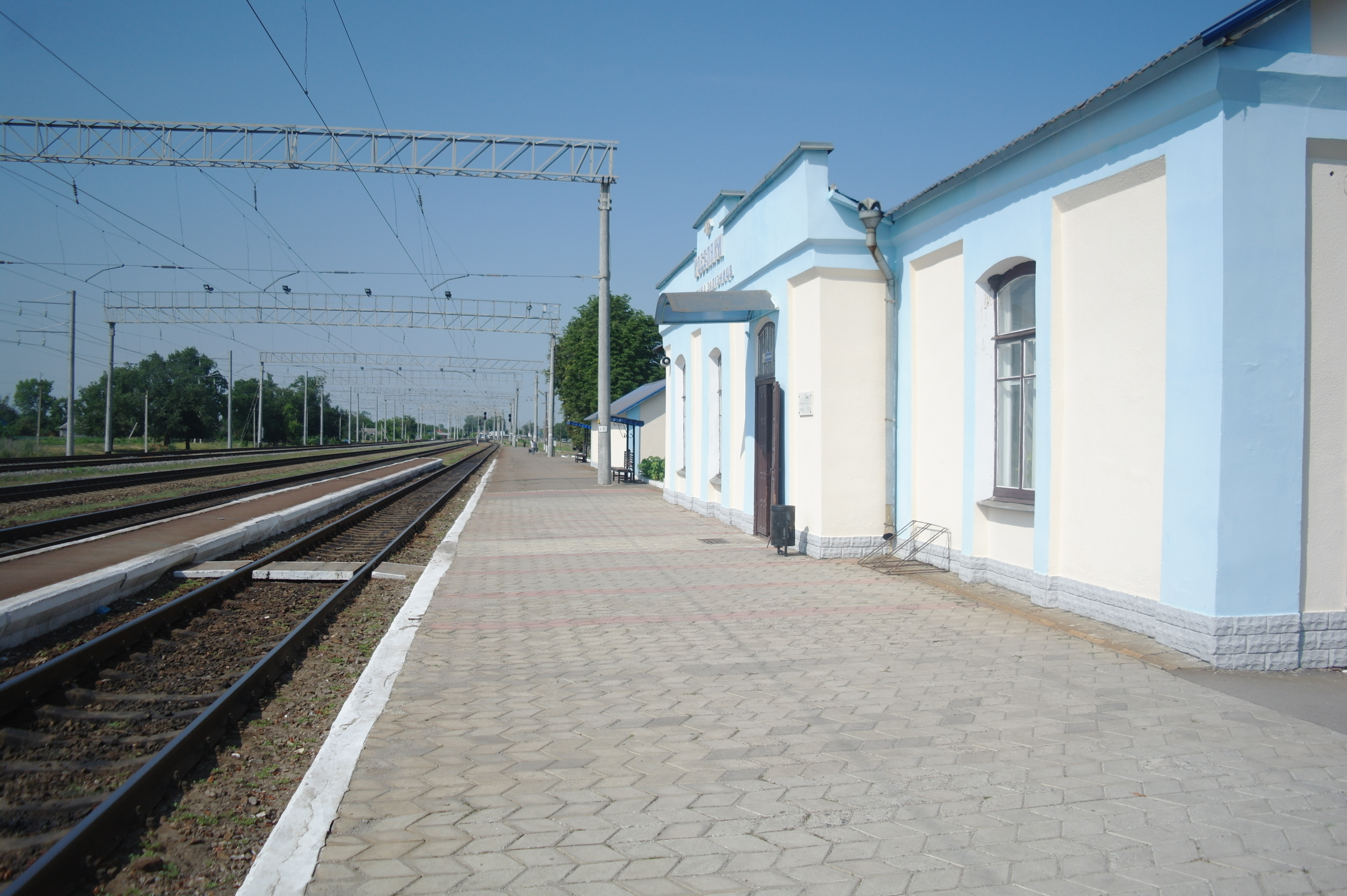
Вокзал станції Кобеляки

Приміське сполучення здійснюється поїздами, що курсують до станцій Полтава-Південна, Кременчука, Крюків-на-Дніпрі. 
З 22 вересня 2018 року призначався 
приміський електропоїзд сполученням Полтава — Золотнишине (м. Горішні Плавні), який курсував близько місяця та через низький пасажиропотік був скасований.
Пасажирські поїзди далекого сполучення прямують через станцію Кобеляки, проте не зупиняються.

## Подія
11 жовтня 2021 року на станції Кобеляки спалахнув електровоз. Пожежу було локалізовано о 03:05, а о 03:35  ліквідовано вогнеборцями особового складу 7-ї державної пожежно-рятувальної частини, також працівники місцевої пожежної охорони Бутенківської сільської ради та Кременчуцький пожежний поїзд. Травмованих та загиблих не було. Вогнем пошкоджено панель приладів, електрообладнання, закопчено кабіну машиніста. 